# Gorący temat (film 2019)
Gorący temat (ang. Bombshell) – amerykański dramat z 2019 roku w reżyserii Jaya Roacha, nominowany m.in. do trzech Oscarów. W rolach głównych występują Charlize Theron, Nicole Kidman i Margot Robbie.
Film jest oparty na relacjach kobiet pracujących w stacji telewizyjnej Fox News, które postanowiły ujawnić molestowanie seksualne, jakie je spotkało, ze strony dyrektora generalnego stacji Rogera Ailesa.

## Obsada
- Charlize Theron jako Megyn Kelly
- Nicole Kidman jako Gretchen Carlson
- John Lithgow jako Roger Ailes
- Kate McKinnon jako Jess Carr
- Connie Britton jako Beth Ailes
- Malcolm McDowell jako Rupert Murdoch
- Allison Janney jako Susan Estrich
- Margot Robbie jako Kayla Pospisil
- Rob Delaney jako Gil Norman
- Mark Duplass jako Douglas Brunt
- Liv Hewson jako Lily Balin
- Brigette Lundy-Paine jako Julia Clarke
- Katie Aselton jako Alicia
- Nazanin Boniadi jako Rudi Bakhtiar
- Andy Buckley jako Gerson Zweifac
- Michael Buie jako Bret Baier
- P.J. Byrne jako Neil Cavuto
- D’Arcy Carden jako Rebek
- Bree Condon jako Kimberly Guilfoyle
- Kevin Dorff jako Bill O’Reilly
- Alice Eve jako Ainsley Earhardt
- Spencer Garrett jako Sean Hannity
- Ashley Greene jako Abby Huntsman
- Tricia Helfer jako Alisyn Camerota
- Marc Evan Jackson jako Chris Wallace
- Brian d’Arcy James jako Brian Wilson
- Richard Kind jako Rudy Giuliani
- Amy Landecker jako Dianne Brandi
- Ben Lawson jako Lachlan Murdoch
- Josh Lawson jako James Murdoch
- Jennifer Morrison jako Juliet Huddy
- Mark Moses jako Bill Shine
- Ahna O’Reilly jako Julie Roginsky
- Tony Plana jako Geraldo Rivera
- Lisa Canning jako Harris Faulkner
- Elisabeth Röhm jako Martha MacCallum
- Stephen Root jako Neil Mullen
- John Rothman jako Martin Hyman
- Brooke Smith jako Irena Briganti
- Holland Taylor jako Faye
- Alanna Ubach jako Jeanine Pirro
- Robin Weigert jako Nancy Smith
- Madeline Zima jako Edie
- Anne Ramsay jako Greta Van Susteren
- Lennon Parham jako pracownik Beth
- Jon Gabrus jako operator dźwięku

## Nagrody
Podczas 92. ceremonii wręczenia Oscarów film zdobył trzy nominacje: dla najlepszej aktorki (Theron), dla najlepszej aktorki drugoplanowej (Robbie) oraz dla najlepszego makijażu i fryzur, wygrywając tę ostatnią.
Film otrzymał także dwie nominacje do Złotego Globu (dla Theron i Robbie) oraz trzy nominacje podczas 73. ceremonii wręczenia nagród Brytyjskiej Akademii Filmowej (Theron, Robbie i najlepszego makijaż i fryzury).
Piosenka przewodnia „One Little Soldier” w wykonaniu Reginy Spektor zdobyła nagrodę Guild of Music Supervisors Awards w kategorii „Najlepsza piosenka napisana lub nagrana do filmu” w 2020 roku.